# Mąchocice (gmina)
Mąchocice (także Monchocice) – dawna gmina wiejska istniejąca w XIX wieku w guberni kieleckiej. Siedzibą władz gminy były Mąchocice.
Za Królestwa Polskiego gmina Mąchocice należała do powiatu kieleckiego w guberni kieleckiej (utworzonej w 1867).
1 stycznia?/13 stycznia 1870 część obszaru gminy Mąchocice włączono do nowo utworzonej wiejskiej gminy Daleszyce.
Gminę zniesiono w połowie 1870 roku a jej obszar włączono do gminy Dąbrowa.